# أنطونيو غريلو
أنطونيو غريلو (بالإيطالية: Antonio Grillo)‏ هو لاعب كرة قدم إيطالي، ولد في 21 فبراير 1986 في فيناريا ريالي في إيطاليا. لعب مع نادي ألساندريا ونادي فاريسي.

## وصلات خارجية
- أنطونيو غريلو على موقع قاعدة بيانات كرة القدم.إي يو (الإنجليزية)
- أنطونيو غريلو على موقع Soccerway.com (الإنجليزية)